# 真命天子 (中国大陆电视剧)
《真命天子》，千乘影视出品的一部古装神话剧，改編自台灣民視電視劇《真命天子》，讲述朱元璋的传奇。。同樣由台湾编剧简远信兼任制作人，2014年9月在横店影视城开机，2014年11月杀青，2016年2月27日重庆影视频道首播。台灣OTT由LiTV 線上影視、MyVideo全劇上架。

## 剧情概述
元朝末年，元顺帝倒行逆施，民不聊生。民间流传着有关真命天子即将出世推翻元朝的预言，韩林儿、陈友谅均被认为是真命天子，实则同时出生的朱元璋才是真命天子。朝廷得知流言，企图扼杀真命天子。
贫苦出身的朱元璋幼时即有特异之处：他金口一开，总有诸般异象发生。为逃避元军搜杀，朱元璋寄身皇觉寺。朱元璋与邻家姑娘马秀英青梅竹马，私定终身，但被马家长辈强行拆散。朱元璋结识了徐达、胡大海、常遇春等好兄弟，并得刘伯温辅佐，众人投靠郭子兴，以拯救天下为己任。
天下群雄纷起，各自称王。韩林儿、陈友谅、朱元璋在大时代的洪流中挣扎求存，逐步发展；马秀英、托雅、月贞郡主等多名真情的女子，与他们情孽纠缠。最终，朱元璋挟真命天子之威，开国奠基，国号大明，立马秀英为皇后，开启三百年大明皇朝。

## 演员
| 演员               | 角色     | 原作角色 | 简介                       |
| 张倬闻 童年:苏晗烨 | 朱元璋   | 朱元璋   | 大明太祖高皇帝             |
| 邬靖靖 童年:朱俞硕 | 马秀英   | 马鸾瑛   | 马皇后                     |
| 海陆               | 托雅     | 哈丽娜   | 元末哈麻太尉女儿           |
| 季肖冰             | 陈友谅   | 陈友谅   | 元末起义领袖               |
| 徐海乔             | 韩林儿   | 韩林儿   | 红巾军领袖、白莲教教主     |
| 李进荣             | 刘伯温   | 刘伯温   | 朱元璋之谋臣               |
| 麦迪娜             | 花蓉     |          | 女妖                       |
| 刘芷汐             | 其其格   |          | 元末四大祭师之一           |
| 郝泽嘉             | 杨笤华   |          |                            |
| 祝绪丹             | 杨慕云   |          |                            |
| 徐元博             | 白猿     |          |                            |
| 兰昊宇             | 汤和     | 汤和     | 五虎将之一                 |
| 张鑫               | 徐达     | 徐达     | 五虎将之一                 |
| 刘昊岩             | 胡大海   | 胡大海   | 五虎将之一                 |
| 王钧赫             | 常遇春   | 常遇春   | 开平王，鄂国公，五虎将之一 |
| 赵韩樱子           | 月贞郡主 |          | 常遇春之妻                 |
| 李槐龙             | 虚玄     |          | 陈友谅师傅                 |
| 陈怡真             | 紅艷     |          | 白莲教左護法               |
| 李欣聪             | 郭玉霜   |          | 郭子兴女儿                 |
| 臧洪娜             | 小花儿   |          |                            |
| 马启光             | 郭天叙   |          | 郭子兴长子                 |
| 丁汇宇             | 郭天爵   |          | 郭子兴次子                 |
| 高宏亮             | 郭子兴   | 郭子兴   |                            |
| 邬倩倩             | 郭夫人   |          | 郭天叙，郭天爵，郭玉霜之母 |
| --                 | 徐寿辉   |          | 红巾军领袖                 |
| 张明明             | 元顺帝   | 元顺帝   |                            |

## 音乐原声
| 歌曲名       | 演唱 | 作词   | 作曲   | 备注   |
| 《真命天子》 | 鸿飞 | 俞晶浩 | 刘博雍 | 主题曲 |
| 《过往》     | 不才 | 严璞   | 杨昊东 | 片尾曲 |